# CFM International
CFM International es una empresa fruto de la colaboración entre GE Aviation de los Estados Unidos y Snecma de Francia. El propósito de esta compañía es construir y mantener los motores de reacción CFM56.
Los nombres de CFM International y CFM56 derivan de la designación de las dos compañías constructoras de motores aéreos: GE (CF6) y Snecma (M56).
La empresa conjunta ha entregado 30,700 motores a más de 570 operadores y tiene 13,700 motores en cartera. En 2016, CFM entregó 1,665 CFM56 y 77 LEAP, y registró 2,677 pedidos: 876 CFM56 y 1,801 LEAP por US $ 36 mil millones a precio de lista. La cartera de pedidos del motor LEAP supera los 12.200, que está valorada en más de 170.000 millones de dólares a precio de lista. En 2017, CFM entregó 1.900 motores, incluidos 459 LEAP, de los cuales planea entregar 1.200 en 2018, 1.800 en 2019 y más de 2.000 en 2020. 
En 2019, las entregas de CFM se situaron en 2.127: 1.736 saltos y 391 CFM56 (-63%), y planea producir 1.400 motores en 2020. Debido al impacto de la pandemia de COVID-19 en la aviación, las entregas de motores Leap durante los primeros nueve meses de 2020 cayeron a 622 desde 1316 en el mismo período en 2019, y 123 CFM56 contra 327, mientras que los ciclos de la flota Leap bajaron un 15%. Los ciclos interanuales y CFM fueron un 48% más bajos.

## Productos
- CFM International CFM56 (F108)
- CFM International LEAP